# Західна Індія
19°00′ пн. ш. 74°09′ сх. д. / 19° пн. ш. 74.15° сх. д.
Західна Індія (англ. West India) — регіон Індії.
До складу регіону Західна Індія входять штати Гоа, Гуджарат, Махараштра і союзні території Даман і Діу та Дадра і Нагар-Хавелі. Це штати, порівняно високорозвинені в промисловому відношенні, з великою часткою міського населення.
Територія межує з пустелею Тар на північному Заході, горами Віндх'я на півночі і Аравійським морем на заході. Велика частина Західної Індії разом з Південною Індією знаходиться на Деканському плоскогір'ї.
Західну Індію слід відрізняти від Вест-Індії (в перекладі — Західна Індія), яка розташована в Америці.